# Carsten Spengemann
Carsten Spengemann (ur. 6 września 1972 w Hamburgu) – niemiecki aktor i prezenter telewizyjny.
Syn Marianne i Christiana Spengemannów, stał się znany jako moderator talent show Deutschland sucht den Superstar (2002-2004). Wystąpił gościnnie w serialach: Telefon 110, St. Angela czy Tatort. Brał lekcje aktorstwa, m.in. Lee Strasberg Actor's Studio w Nowym Jorku i Miami.

## Filmografia

### Filmy TV
- 2004: Hai-Alarm auf Mallorca jako Javier

### Seriale TV
- 1998: Unter Uns jako Falk Breuer
- 1999: T.V. Kaiser jako Steve von Klier
- 1999-2003: Verbotene Liebe (Zakazana miłość) jako Mark Roloff
- 2003: Die Wache jako Alex Kornmüller
- 2003: Bei aller Liebe jako Jan
- 2004: Beauty Queen jako Mark Seeberg
- 2005: Schulmädchen jako Jack Ruland
- 2011: Küstenwache jako Marcel Vago